# Станко Атанацковић Бојаџија
Станко Атанацковић Бојаџија Власотински (Власотинце, 1792 — Ниш, 1853) борац против Турака, организатор и вођа Нишке буне у власотиначком крају 1841. године. Буна је међу Власотинчанима названа Бојаџијском пљачком.

## Биографија
Станко Атанацковић Бојаџија се као трговац стоком повезао са напредним људима у Србији и ван ње. Преносио је оружје, муницију и поруке. Активно је сарађивао са кнезом Милошем, који је био у изгнаству. Због те сарадње, после гушења Нишке буне, када је пребегао у Србију, био је затворен од српских власти у Алексинцу, где је провео два месеца, а затим још два у Београду. Из београдског затвора, са групом од 22 учесника Нишке буне, пребегао је у 1842. године у Аустрију. Средином 1843. године вратио се у Србију и уз помоћ аустријских и српских власти добио амнестију од Турака и право да се врати својој породици у Власотинце. Станко Атанацковић је 1844. године прешао у Ниш и ту остао сво до смрти. Умро је 1853. године.
На Старом нишком гробљу сачуван је његов гроб, начињен од камена са средишњим кружним отвором у коме је уписан крст, чији се кракови продужавају ван круга и чине још три крста. У дну споменика је записано "1853. - Здје почивајет раб божји Станко Власотински". Гроб је стављен под заштиту закона 1983. године.